# ベン・ヴィッカリー
ベン・ヴィッカリー（Ben Vickery、2008年6月2日 - ）は、スコットランド出身のサッカー選手。ハイバーニアンFC-U18所属。ポジションはGK。

## クラブ経歴
スコットランドのハイバーニアンFC-U18に所属している。
2025年3月8日、マンチェスター・シティに移籍する可能性が浮上している。

## 代表歴
2024年10月10日、北アイルランド U-16代表戦にてスコットランド U-16代表デビューを果たした。